# Nordiska förbundet
Nordiska förbundet var en nynazistisk organisation som existerade 2004-2010.
Nordiska förbundet bildades av tidigare medlemmar ur Nationaldemokraterna och Svenska motståndsrörelsen. Organisationen betecknades som nazistisk av tidningen Expo och nynazistisk av den statliga myndigheten Forum för levande historia. Organisationen använde själv termen folknationalister, men övergick senare till att klassificera sig som identitärer, och dess verksamhet bestod huvudsakligen av opinions- och folkbildning i olika former.
Den mest kända verksamhetsgrenen var Nordiska förlaget, som var Nordens största distributör av nazistisk musik, litteratur och andra trycksaker. Nordiska förbundet drev även den virtuella samlingsplatsen nordisk.nu, det mångspråkiga nätuppslagsverket Metapedia, bloggportalen Motpol.nu och den årliga Nordiska festivalen som anordnades 2005-2009.
Nordiska förbundet har också tidigare varit medarrangör till Salemmarschen och Folkets Marsch, arrangemang där nazistorganisationer också deltar.

## Budskap och mål
Organisationen hade som mål att genom folkbildning och upplysning skapa en ny svensk nationalstat, som skulle bryta sig loss från den mångkulturella och demokratiska nationalstaten Sverige. Enligt den statliga myndigheten Levande Historia fanns det tydliga inslag av antisemitism i organisationens budskap. Nordiska förbundet lade stor vikt vid identitet, tradition och kultur och arbetade mycket på ett sätt som medlemmarna själva ofta kallade för "metapolitik". Identitarismen är ett relativt nytt[när?] begrepp i Sverige, men förekommer mer i bland annat Frankrike.

## Konkurrenter
Nordiska förbundet ansågs av vissa bedömare tidvis konkurrera med öppet nynazistiska organisationer som Info-14 och Svenska motståndsrörelsen, och uppgavs 2008 ligga i öppen fejd med Info-14.

## Samarbeten
En årlig identitär kongress heter Convention Identitaire där identitära nationalistiska organisationer och partier från hela Europa samarbetar. Grupper som deltar är bland andra Lega Nord, Bloc Identitaire, Nissa Rebela, Vlaams Belang, Solidarité Kosovo och Nordiska förbundet.
Nordiska förbundet har också tidigare varit medarrangör till Salemmarschen och Folkets marsch, arrangemang där nazistorganisationer också deltar.

## Kontroverser och kritik
Den 19 februari 2008 greps Anders Lagerström, ägare till Nordiska förlaget, och fem andra personer misstänkta för att 8 februari ha begått ett grovt rån mot en person som hade hoppat av från Nordiska förbundet; denna person hade i sin tur kommit över Nordiska förlagets kundregister. Den 13 maj 2008 fälldes Lagerström och fyra av de fem övriga åtalade för egenmäktigt förfarande och hemfridsbrott (men ej för rån) och dömdes av tingsrätten till tre månaders fängelse, vilket var avtjänat i och med den tid de suttit häktade. En av de åtalade friades helt.
Nordiska förbundet omtalas ofta av media som nazistiskt och betraktas av flera kritiker som sådant.
Nordiska förbundet själva betecknade sig som en identitär organisation och sade sig ta avstånd från nazism.
År 2010 utsattes internetcommunityt nordisk.nu för ett dataintrång eller hackning där hackarna kom över databaser med information om medlemmarna.[källa behövs] Under år 2010 avslutade även Nordiska förbundet sin verksamhet.